# شيري بانكيك
شيري م. بانكيك (بالإنجليزية: Cherri M. Pancake) هي عالمة إثنوغرافي وعالمة حاسوب وعملت كأستاذة في الهندسة الكهربائية وعلوم الحاسب وكزميلة في كلية إنتل جامعة ولاية أوريغون ومديرة تحالف الشمال الغربي لعلوم وهندسة الحاسوب، وهي معروفة بعملها الرائد في الهندسة قابلة الاستخدام للحاسوب الفائق. انتُخبت لمدة عامين كرئيس لرابطة مكائن الحوسبة في عام 2018.

## التعليم
حصلت بانكيك على درجة البكالوريوس في التصميم البيئي من جامعة كورنيل، ثم درست الأنثروبولوجيا في جامعة ولاية لويزيانا، أمضت عشر سنوات في غواتيمالا تدرس شعب المايا وذلك بعدما عملت في هيئة السلام في بيرو، كانت أمينة متحف إكسشيل للمنسوجات والملابس الأصلية لأكثر من ست سنوات، تسببت الاضطرابات السياسية في غواتيمالا في أوائل الثمانينيات في عودتها إلى الولايات المتحدة؛ حيث أصبحت طالبة دراسات عليا في الهندسة في جامعة أوبرن وكانت أول امرأة في البرنامج، وبعد ذلك حصلت على دكتوراة في هندسة الحاسب عام 1986.

## الحياة العملية والبحث
ظلت بانكيك لمدة عشرة سنوات مقسمة وقتها بين مواعيدها الجامعية (أولاً في أوبرن ثم في ولاية أوريغون) وبين مواعيد زيارة العلماء في مركز نظرية كورنيل، أجرت أول دراسة حول اختبار قابلية استخدام الأدوات البرمجية للحوسبة عالية الأداء ووجدت طرقًا لتحسين قابلية استخدام هذه الأدوات بناءً على معرفتها برؤية اللون ووقت الاستجابة والذاكرة قصيرة الأمد وأخطاء البرمجة.
كانت بانكيك نشطة في مؤتمر الحوسبة الفائقة ACM / IEEE SC لأكثر من عقدين حيث شغلت منصب الرئيس العام لـ SC99 بالإضافة إلى العديد من المناصب الأخرى، أسست اتحاد الأدوات الموازية في عام 1993 وقادت العديد من جهود معايير البرامج، وقد أسست مجموعة المصالح الخاصة لرابطة مكائن الحوسبة للحاسوب الفائق (SIGHPC) في عام 2011 وشغلت منصب رئيسها حتى عام 2016 عندما انتُخبت كنائب لرئيس رابطة مكائن الحوسبة ثم الرئيس في 2018، بالعمل مع قادة شركة إنتل أسست زمالات ACM SIGHPC و إنتل للحوسبة وعلوم البيانات[وصلة مكسورة] لزيادة التنوع في مجال الحوسبة.

## الجوائز والتكريمات
انتُخبت بانكيك كزميلة في رابطة مكائن الحوسبة في عام 2001 "للمساهمات القيادية في سهولة الاستخدام في أدوات الحوسبة عالية الأداء"، وأصبحت زميلة بمعهد مهندسي الكهرباء والإلكترونيات في عام 2003، كُرِّمت كواحدة من نساء أوريغون للإنجاز في عام 2006.